# Saint Mary-of-the-Woods College
Il Saint Mary-of-the-Woods College è un'università privata di indirizzo cattolico con sede a Saint Mary-of-the-Woods, nello stato americano dell'Indiana.
Le origini del college si ricollegano con quelle del Saint Mary's Female Institute, inaugurato il 4 luglio 1841 dalle Suore della Provvidenza di madre Théodore Guérin.